# Renzo Rossellini
Renzo Rossellini (Roma, 2 febbraio 1908 – Monaco, 13 maggio 1982) è stato un compositore e critico musicale italiano, attivo fra gli anni trenta e gli anni settanta.
Come critico collaborò con il quotidiano Il Messaggero. Nel luglio 1946 fu fra i cofondatori del Sindacato nazionale musicisti.
Autore di numerose musiche per il cinema, era padre del produttore cinematografico Franco Rossellini e fratello del regista Roberto Rossellini, nonché zio di Renzo Rossellini jr., anch'egli produttore oltre che sceneggiatore e regista, e dell'attrice Isabella Rossellini.

## Biografia
Dopo aver studiato composizione a Roma (con B. Molinari) al Conservatorio Santa Cecilia, nel 1933 divenne direttore presso il liceo musicale intitolato a Giovanni Battista Pergolesi a Varese. Nel 1940 divenne insegnante di composizione a Roma e nel 1970 assunse anche la direzione dell'orchestra del Teatro dell'Opera di Monte Carlo. 
Fra le altre cose, fu autore delle musiche di diversi film del fratello Roberto - fra cui Roma città aperta, Germania anno zero ed Europa '51 - e di altri autori, come I bambini ci guardano di Vittorio De Sica e Il segno di Venere di Dino Risi.
Compose diversi balletti, cantate, oratori, sinfonie, brani di musica da camera e canzoni, oltre ad alcune opere liriche: La guerra (1956), Il vortice (1958), Le campane (1959, destinata alla televisione), Uno sguardo dal ponte (1961 nel Teatro dell'Opera di Roma con Alfredo Kraus, dramma lirico in 2 atti, libretto del compositore), Il linguaggio dei fiori (1963) L'Annonce faite à Marie (1970). L'8 febbraio 1963, nel Teatro della Piccola Scala di Milano, è stata rappresentata la prima di Il linguaggio dei fiori (Donna Rosita nubile), opera in 3 atti, su libretto del compositore, sotto la direzione di Piero Bellugi con la regia di Margherita Wallmann, interpretata da Rosanna Carteri, Adriana Maliponte, Fedora Barbieri, Rolando Panerai, Alvinio Misciano e Franco Calabrese.

## Filmografia
Film di cui Rossellini curò o compose le musiche (lista parziale):
- L'angelo azzurro (solo per l'edizione italiana), regia di Josef von Sternberg (1930)
- Il signor Max, regia di Mario Camerini (1937)
- I fratelli Castiglioni, regia di Corrado D'Errico (1937)
- La principessa Tarakanova, regia di Fëdor Ozep e Mario Soldati (1938)
- Sotto la croce del sud, regia di Guido Brignone (1938)
- Due occhi per non vedere, regia di Gennaro Righelli (1939)
- Il ladro sono io!, regia di Flavio Calzavara (1940)
- Rose scarlatte, regia di Giuseppe Amato e Vittorio De Sica (1940)
- Teresa Venerdì, regia di Vittorio De Sica (1941)
- La nave bianca, regia di Francesco De Robertis (1941)
- Un pilota ritorna, regia di Roberto Rossellini (1941)
- Le due orfanelle, regia di Carmine Gallone (1942)
- I 3 aquilotti, regia di Mario Mattoli (1942)
- Giarabub, regia di Goffredo Alessandrini (1942)
- Luisa Sanfelice, regia di Leo Menardi (1942)
- Cenerentola e il signor Bonaventura, regia di Sergio Tofano (1942)
- I cavalieri del deserto, regia di Gino Talamo e Osvaldo Valenti (1942)
- Un garibaldino al convento, regia di Vittorio De Sica (1942)
- Noi vivi, regia di Goffredo Alessandrini (1942)
- Addio Kira!, regia di Goffredo Alessandrini (1942)
- Il viaggio del signor Perrichon, regia di Paolo Moffa (1943)
- I bambini ci guardano, regia di Vittorio De Sica (1943)
- L'uomo dalla croce, regia di Roberto Rossellini (1943)
- Non sono superstizioso... ma!, regia di Carlo Ludovico Bragaglia (1943)
- Roma città aperta, regia di Roberto Rossellini (1945)
- Desiderio, regia di Marcello Pagliero e Roberto Rossellini (1946)
- Felicità perduta, regia di Filippo Walter Ratti (1946)
- Paisà, regia di Roberto Rossellini (1946)
- L'altra, regia di Carlo Ludovico Bragaglia (1947)
- Eugenia Grandet, regia di Mario Soldati (1947)
- I fratelli Karamazoff, regia di Giacomo Gentilomo (1947)
- Germania anno zero, regia di Roberto Rossellini (1948)
- Assunta Spina, regia di Mario Mattoli
- Rocambole, regia di Jacques de Baroncelli (1948)
- L'amore, regia di Roberto Rossellini (1948, episodi Una voce umana e Il miracolo)
- Francesco, giullare di Dio, regia di Roberto Rossellini (1950)
- Stromboli (Terra di Dio), regia di Roberto Rossellini (1950)
- Messalina, regia di Carmine Gallone (1951)
- Amore e sangue, regia di Marino Girolami (1951)
- Senza bandiera, regia di Lionello De Felice (1951)
- Buon viaggio, pover'uomo, regia di Giorgio Pàstina (1951)
- L'eroe sono io, regia di Carlo Ludovico Bragaglia (1952)
- Pentimento, regia di Mario Costa (1952)
- Europa '51, regia di Roberto Rossellini (1952)
- Dov'è la libertà...?, regia di Roberto Rossellini (1952)
- Noi peccatori, regia di Guido Brignone (1953)
- Spartaco - Il gladiatore della Tracia, regia di Riccardo Freda (1953)
- Donne proibite, regia di Giuseppe Amato (1953)
- Napoletani a Milano, regia di Eduardo De Filippo (1953)
- Per salvarti ho peccato, regia di Mario Costa (1953)
- Delirio, regia di Pierre Billon e Giorgio Capitani (1954)
- Orient Express, regia di Carlo Ludovico Bragaglia (1954)
- La paura, regia di Roberto Rossellini (1954)
- Viaggio in Italia, regia di Roberto Rossellini (1954)
- Teodora, regia di Riccardo Freda (1954)
- Adriana Lecouvreur, regia di Guido Salvini (1955)
- Il segno di Venere, regia di Dino Risi (1955)
- Torna piccina mia!, regia di Carlo Campogalliani (1955)
- Porta un bacione a Firenze, regia di Camillo Mastrocinque (1955)
- Difendo il mio amore, regia di Giulio Macchi (1956)
- La ragazza del Palio, regia di Luigi Zampa (1957)
- Il corsaro della mezza luna, regia di Giuseppe Maria Scotese (1957)
- Il generale Della Rovere, regia di Roberto Rossellini (1959)
- Il magistrato, regia di Luigi Zampa (1959)
- Le legioni di Cleopatra, regia di Vittorio Cottafavi (1960)
- Era notte a Roma, regia di Roberto Rossellini (1960)
- Viva l'Italia, regia di Roberto Rossellini (1961)
- Caligola, regia di Tinto Brass (1979)

## Omaggi
- Nel 1996 il regista tedesco Georg Brintrup ha raccontato la vita del musicista e la sua collaborazione con il fratello Roberto nel film Raggio di sole (produzione: WDR 3, Cologna, regia: Georg Brintrup[2]).

## Composizioni

### Opere
| Titolo                                            | Genere           | Atti             | Libretto                        | Première         | Città, teatro                      | Note |
| ------------------------------------------------- | ---------------- | ---------------- | ------------------------------- | ---------------- | ---------------------------------- | --- |
| Alcassino e Nicoletta                             |                  |                  |                                 |                  |                                    | |
| La guerra                                         | dramma lirico    | 1                | Libretto proprio                | 25 febbraio 1956 | Napoli, Teatro San Carlo           | diretta da Oliviero De Fabritiis con Marcella Pobbe, Magda Olivero, Piero De Palma, Nicola Filacuridi, Plinio Clabassi, Giangiacomo Guelfi e Saturno Meletti |
| Il vortice                                        | opera seria      | 3                | Libretto proprio                | 8 febbraio 1958  | Napoli, Teatro San Carlo           | diretta da De Fabritiis con Clara Petrella, Pia Tassinari e De Palma                                                                                         |
| La piovra                                         |                  |                  |                                 | 1958             |                                    | |
| Le campane                                        | opera televisiva |                  | Libretto proprio                | 9 maggio 1959    |                                    | |
| Uno sguardo dal ponte                             |                  |                  | Libretto proprio                | 11 marzo 1961    | Roma, Teatro dell'Opera            | Tratto da A view from the bridge di Arthur Miller |
| Il linguaggio dei fiori ossia Donna Rosita nubile | opera            | 3                | Libretto proprio                | 8 febbraio 1963  | Milano, Teatro della Piccola Scala | Tratto da Federico García Lorca |
| La leggenda del ritorno                           | poema drammatico | 1                | Diego Fabbri                    | 10 marzo 1966    | Milano, Teatro alla Scala          | Tratto da La leggenda del Grande Inquisitore di Fëdor Dostoevskij                                                                                            |
| L'avventuriero                                    | opera            |                  | Diego Fabbri e Renzo Rossellini | 1968             | Milano                             | |
| L'annonce faite à Marie                           | opera            | prologo e 4 atti | Paul Claudel e Renzo Rossellini | 30 ottobre 1970  | Parigi, Opéra-Comique              | |
| La reine morte                                    | opera            |                  | Libretto proprio                | 7 luglio 1973    | Monte Carlo, Opéra                 | Tratto da Henri Millon de Montherlant |

### Balletti
- La danza di Dâssine, 24 febbraio 1935, Sanremo, Teatro del Casinò Municipale
- Racconto d'inverno, 22 aprile 1947, Roma, Teatro dell'Opera (da Dostoevskij)
- Canti del Golfo di Napoli, 26 dicembre 1954, Roma, Teatro dell'Opera
- Poemetti pagani, 1960, Roma

### Musica orchestrale
- Suite in 3 tempi, 1931
- Hoggar, 1932
- Preludio all'Aminta del Tasso, 1933
- Canti di marzo, 1935
- Stornelli della Roma bassa, 1936
- Stampe della vecchia Roma, 1937
- Canzoni della Roma alta, 1948
- Berceuse italiana, 1955
- Ore trisiti e serene, 1964

### Musica vocale
- Roma cristiana, 1940
- La suora degli emigranti, oratorio, 1947
- Santa Caterina da Siena, oratorio, 1947
- Prière de St François, 1974

### Musica da camera
- Poemetti pagani, per pianoforte, 1933
- Trio con pianoforte, 1935
- Aria dell'Ottocento, per violino e pianoforte, 1941
- Sonata per pianoforte, 1943

## Riconoscimenti
- Nastro d'argento
  - 1947 – Migliore musica per Paisà
  - 1948 – Migliore musica per I fratelli Karamazoff (1948)